# Mercury-Big-Joe 1
Big Joe 1 war ein unbemannter Flug im Rahmen des Mercury-Programms der NASA.

## Ablauf

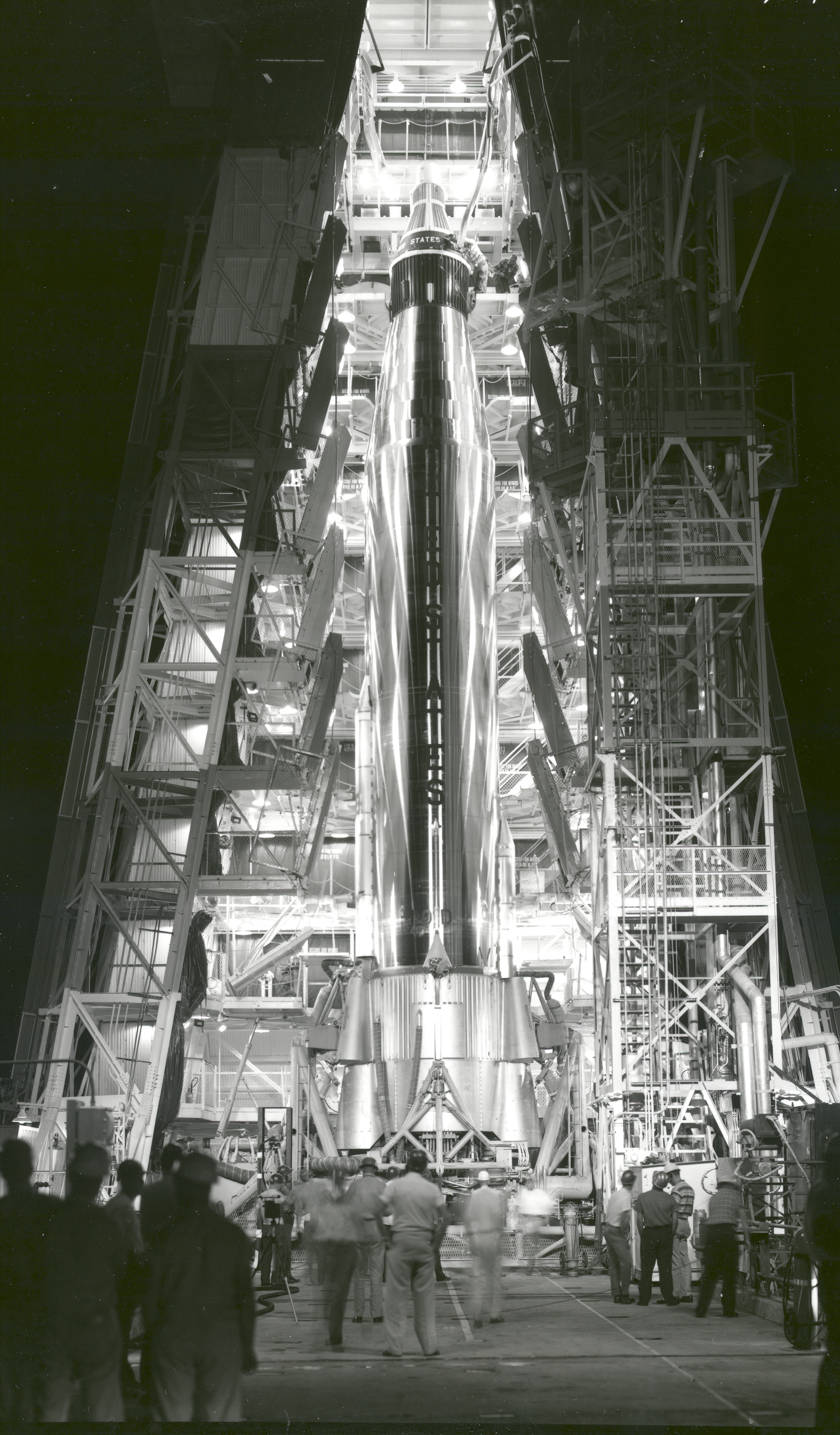
Atlas-Rakete mit der Mercury-Kapsel

Die Mission diente dem Testen des ablativen Hitzeschildes der Mercury-Kapsel. Dazu wurde ein Modell der Kapsel mit einer Atlas-D-Rakete (Seriennummer Atlas 628/10-D) gestartet. Jedoch trennten sich die beiden äußeren Triebwerke der Rakete nicht wie geplant, wodurch die geplante Höhe nicht erreicht werden konnte. Zudem erfolgte die Abtrennung der Kapsel von der Rakete um 138 Sekunden zu spät. Die Kapsel wasserte deswegen 800 km zu früh, der Hitzeschild funktionierte jedoch wie geplant und die Kapsel überstand den Wiedereintritt unbeschädigt. Da bei diesem Flug genügend Daten gesammelt werden konnte, wurde die geplante Big-Joe-2-Mission abgesagt.
Der Start von Big Joe 1 war eigentlich für den 4. Juli 1959 geplant gewesen, wegen Problemen mit dem Haupttriebwerk und später wegen Telemetrieproblemen wurde er jedoch zweimal verschoben.
Die Maximalgeschwindigkeit betrug 23.910 km/h, die maximale Beschleunigung 12 g. Die Kapsel überflog eine Strecke von 2292 km, der Gipfelpunkt lag bei einer Höhe von 153 km. Die Nutzlast wog 1.159 kg.

## Verbleib der Kapsel
Die verwendete Kapsel ist im Steven F. Udvar-Hazy Center des National Air and Space Museums in  Washington, D.C. ausgestellt.